# Festival OTI de la Canción
El Festival OTI de la Canción o Festival de la OTI, cuyo nombre original era Gran Premio de la Canción Iberoamericana (heredero del Festival de la Canción Latina, también llamado Festival Mundial de la Canción Latina, organizado en México y celebrado en 1969 y en 1970), fue un certamen musical en donde cada uno de los países pertenecientes a la entonces Organización de Televisión Iberoamericana (OTI) participaba con una canción, de manera similar al del Festival de la Canción de Eurovisión. Se celebró por primera vez en Madrid el 25 de noviembre de 1972 y tras una suspensión en 1999, su última versión tuvo lugar en Acapulco el 20 de mayo de 2000, totalizando así, las 28 ediciones.
Si bien el objetivo inicial del Festival de la OTI era generar un proceso de una unidad iberoamericana a través del intercambio de expresiones culturales, especialmente musicales, nunca consiguió emular del todo al Festival de la Canción de Eurovisión, aunque sí logró varios éxitos. Sin embargo debido a catástrofes naturales, situaciones de inestabilidad política, la insolvencia de algunos de los países miembros, la aparición de otras cadenas de televisión que no manifestaron estar interesadas en transmitir ni en organizar dicho evento (como fueron los casos de México y España, en la primera mitad de la década de 1990) y, muy especialmente, el cuestionamiento en el sistema de votaciones y la paulatina desmejora en la calidad de los participantes durante las últimas ediciones, provocaron la falta de auspiciadores y el consiguiente retiro de financiación de países claves y emblemáticos —como España— de dicho festival, por lo que motivaron su interrupción indefinida.

## Antecedentes
Aunque inspirado en el Festival de la Canción de Eurovisión, el Festival de la OTI tiene como predecesor al «Festival de la Canción Latina», celebrado en el Teatro Ferrocarrilero de la Ciudad de México. Los triunfadores de ambas ediciones fueron Lucecita en 1969 y Cláudya en 1970.

## Historia
El Festival OTI de la Canción se celebró por primera vez en Madrid el 25 de noviembre de 1972, cuando participaron los 13 países. Tras una suspensión en 1999, debido a las inundaciones que sufrió la ciudad mexicana de Veracruz, sede del festival de ese año, y luego de 27 ediciones, su última versión tuvo lugar en Acapulco el 20 de mayo de 2000, cuando asistieron 20 países. A partir de entonces, diversas catástrofes naturales en los países en los que iba a celebrarse motivaron su interrupción indefinida.

## Participación

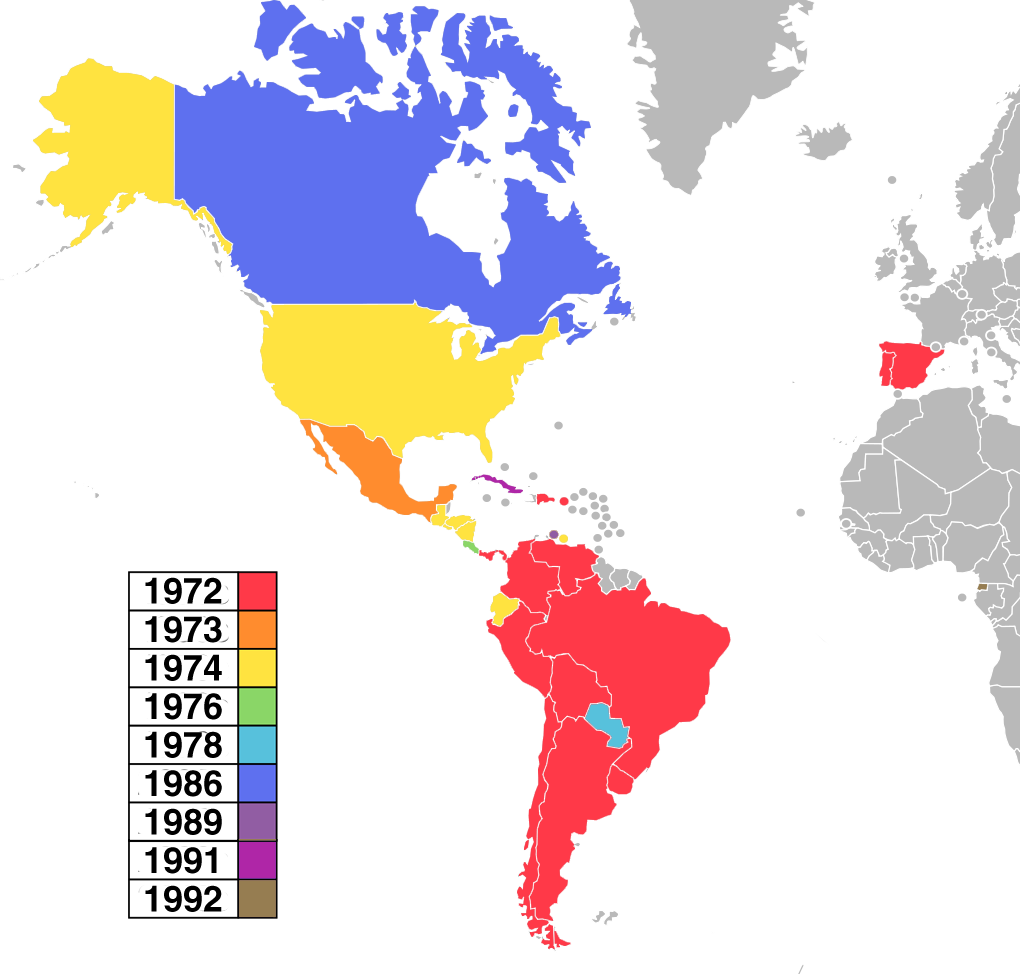
Estos son los países según el año de debut en el Festival OTI de la Canción.

El festival abarcó más allá del espacio iberoamericano tradicional (América del Norte, América Central, países del Caribe y América del Sur), además de España y Portugal; alcanzando a Antillas Neerlandesas y Estados Unidos en 1974 —se celebró en tres ocasiones en Estados Unidos—, a Canadá en 1986, a Aruba en 1989 y a Guinea Ecuatorial en 1992.
Alcanzó la cifra de 25 países participantes en 1992 y 1993.
Los países que participaron en las 28 ediciones del Festival OTI de la Canción fueron Chile, Panamá, Perú, Puerto Rico y Venezuela. Los demás países se ausentaron en alguna que otra edición.
| Año  | Países según su debut |
| ---- | --- |
| 1972 | Argentina, Brasil, Bolivia, Chile, Colombia, España, Panamá, Perú, Portugal, Puerto Rico, República Dominicana, Uruguay, Venezuela |
| 1973 | México |
| 1974 | Antillas Neerlandesas, Ecuador, El Salvador, Estados Unidos, Guatemala, Honduras, Nicaragua                                        |
| 1976 | Costa Rica |
| 1978 | Paraguay |
| 1986 | Canadá |
| 1989 | Aruba |
| 1991 | Cuba |
| 1992 | Guinea Ecuatorial |

## Artistas participantes
Entre 1972 y 2000, cinco cantantes representaron a sus países en tres ocasiones: el costarricense Ricardo Padilla (1980, 1982 y 1994), el peruano Rocky Belmonte (1988, 1990 y 1994), el paraguayo Rolando Percy (1978, 1990 y 1995), el chileno Florcita Motuda (1978, 1981 y 1998) y el argentino Guillermo Guido (1988, 1996 y 2000).
A lo largo de la historia del festival, la mayoría de los países repitió representante al menos una vez. Solo México que no repitió representante aunque tampoco lo repitieron países con menor número de participaciones como Cuba o Guinea Ecuatorial.

## Sedes
Para el reparto de sedes, se siguieron los criterios de dispares. Si bien por un acuerdo entre los países miembros de la OTI la primera sede fue en Madrid la capital de España, de ahí en adelante la idea era seguir la regla del Festival de la Canción de Eurovisión, es decir, el país vencedor debía organizar el festival. Sin embargo, esa idea tuvo que ser dejada de lado cuando la televisión nicaragüense, vencedora en 1977, no pudo organizarlo en 1978 debido a la guerra civil nicaragüense, por lo que la sede fue cambiada a Santiago la capital de Chile.
Este concepto volvería a implementarse en 1980, al organizarse el festival en Buenos Aires tras la victoria argentina en 1979, pero luego de ese año se abandonaría de manera definitiva, implementándose un reparto por sorteo o por designación entre los países que se hallaran financieramente en condiciones de organizar el festival, llegando a darse que una misma ciudad organizara en tres años consecutivos el certamen iberoamericano, como en el caso de Valencia en España entre 1992 y 1994.
Trece países organizaron el Festival OTI de la Canción: España y México, seis veces (1972, 1977, 1985, 1992, 1993 y 1994; 1974, 1976, 1981, 1984, 1991 y 2000, respectivamente); Estados Unidos, tres (1983, 1989 y 1990); Chile, Argentina y Perú, dos veces (1978 y 1986, 1980 y 1988, 1982 y 1997, respectivamente); Brasil, Puerto Rico, Venezuela, Portugal, Paraguay, Ecuador y Costa Rica, una vez (1973, 1975, 1979, 1987, 1995, 1996 y 1998, respectivamente).
| Año  | Sede             | Lugar                                                                             | Presentadores                                                                           | Televisión anfitriona                                                             |
| ---- | ---------------- | --------------------------------------------------------------------------------- | --------------------------------------------------------------------------------------- | --------------------------------------------------------------------------------- |
| 1972 | Madrid           | Palacio de Congresos de Madrid                                                    | Rosa María Mateo y Raúl Matas                                                           | Radiotelevisión Española                                                          |
| 1973 | Belo Horizonte   | Palácio das Artes                                                                 | Íris Lettieri y Walter Forster                                                          | Rede Tupi                                                                         |
| 1974 | Acapulco         | Teatro Juan Ruiz de Alarcón                                                       | Lolita Ayala y Raúl Velasco                                                             | Televisa                                                                          |
| 1975 | San Juan         | Estudios de Canal 2 de Telemundo                                                  | Marisol Malaret, Gilbert Mamery, Beba Franco y Eddie Miró                               | Telemundo                                                                         |
| 1976 | Acapulco         | Teatro Juan Ruiz de Alarcón                                                       | Susana Dosamantes y Raúl Velasco                                                        | Televisa                                                                          |
| 1977 | Madrid           | Centro Cultural de la Villa de Madrid                                             | Mari Cruz Soriano y Miguel de los Santos                                                | Radiotelevisión Española                                                          |
| 1978 | Santiago         | Teatro Municipal de Santiago                                                      | Raquel Argandoña y Raúl Matas                                                           | Canal 13, Televisión Nacional de Chile, Canal 9 y UCV Televisión                  |
| 1979 | Caracas          | Teatro del Círculo Militar                                                        | Eduardo Serrano y Carmen Victoria Pérez                                                 | RCTV y Venevisión                                                                 |
| 1980 | Buenos Aires     | Teatro General San Martín                                                         | Liliana López Foresi y Antonio Carrizo                                                  | ATC y Canal 13                                                                    |
| 1981 | Ciudad de México | Auditorio Nacional                                                                | Raúl Velasco                                                                            | Televisa                                                                          |
| 1982 | Lima             | Coliseo Amauta                                                                    | Humberto Martínez Morosini, Zenaida Solís, Pepe Ludmir y Silvia Maccera                 | Panamericana Televisión                                                           |
| 1983 | Washington D. C. | DAR Constitution Hall                                                             | Ana Carlota y Rafael Pineda                                                             | Spanish International Network                                                     |
| 1984 | Ciudad de México | Auditorio Nacional                                                                | Raúl Velasco, Claudia Córdoba y Pilin León                                              | Televisa                                                                          |
| 1985 | Sevilla          | Teatro Lope de Vega                                                               | Paloma San Basilio y Emilio Aragón                                                      | Radiotelevisión Española                                                          |
| 1986 | Santiago         | Teatro Municipal de Santiago                                                      | Pamela Hodar y César Antonio Santis                                                     | Canal 13, Televisión Nacional de Chile y Universidad de Chile Televisión          |
| 1987 | Lisboa           | Teatro São Luís                                                                   | Ana Maria Zanatti y Eládio Clímaco                                                      | Radio y Televisión de Portugal                                                    |
| 1988 | Buenos Aires     | Teatro Nacional Cervantes                                                         | Pinky Satragno y Juan Alberto Badía                                                     | ATC y Canal 13                                                                    |
| 1989 | Miami            | James L. Knight Convention Center                                                 | Don Francisco, Lucy Pereda, Antonio Vodanovic, Verónica Castro y Carlos Mata            | Univisión                                                                         |
| 1990 | Las Vegas        | Caesar's Palace                                                                   | Antonio Vodanovic, Emmanuel, María Conchita Alonso, Alejandra Guzmán y Fernando Allende | Univisión                                                                         |
| 1991 | Acapulco         | Centro de Convenciones                                                            | Raúl Velasco (final), Gloria Calzada, Rebecca de Alba y Eduardo Capetillo (semifinal)   | Televisa                                                                          |
| 1992 | Valencia         | Teatro Principal                                                                  | Paloma San Basilio y Joaquín Prat                                                       | Radiotelevisión Española                                                          |
| 1993 | Valencia         | Teatro Principal                                                                  | Paloma San Basilio y Francisco                                                          | Radiotelevisión Española                                                          |
| 1994 | Valencia         | Teatro Principal                                                                  | Ana Obregón y Francisco                                                                 | Radiotelevisión Española                                                          |
| 1995 | San Bernardino   | Anfiteatro José Asunción Flores                                                   | Menchi Barriocanal y Rubén Rodríguez                                                    | RPC                                                                               |
| 1996 | Quito            | Teatro Nacional de la Casa de la Cultura                                          | Christian Johnson y Ximena Aulestia                                                     | Gamavisión, Ecuavisa y Teleamazonas                                               |
| 1997 | Lima             | Plaza Mayor                                                                       | Jorge Belevan y Claudia Doig                                                            | América Televisión                                                                |
| 1998 | San José         | Teatro Nacional                                                                   | Maribel Guardia y Rafael Rojas                                                          | Repretel y Teletica                                                               |
| 1999 | Veracruz         | El Festival no se celebró debido a las inundaciones que sufrió en la ciudad sede. | El Festival no se celebró debido a las inundaciones que sufrió en la ciudad sede.       | El Festival no se celebró debido a las inundaciones que sufrió en la ciudad sede. |
| 2000 | Acapulco         | Centro de Convenciones                                                            | Emmanuel, Andrea Legarreta, Gabriela Spanic y Otto Sirgo                                | Televisa                                                                          |

## Votación
Para elegir la canción ganadora del Festival OTI de la Canción, entre 1972 y 1981, se realizaron votaciones por vía telefónica, mediante los jurados por países. 
A partir de 1982, un jurado de sala, formado por personas relacionadas con el mundo de la música, evaluó las diferentes canciones mediante una votación. 
En 1982, hubo una variación en el jurado de sala: era un jurado por país participante que entregaba sus puntajes en una votación abierta, lo inverso en 1983, cuando la votación fue secreta, y en 1984, cuando fueron designados por los jurados famosos y ligados a la música. 
A partir de 1989, los temas musicales que obtenían una mayor puntuación se llevaría un premio en metálico.

## Ganadores

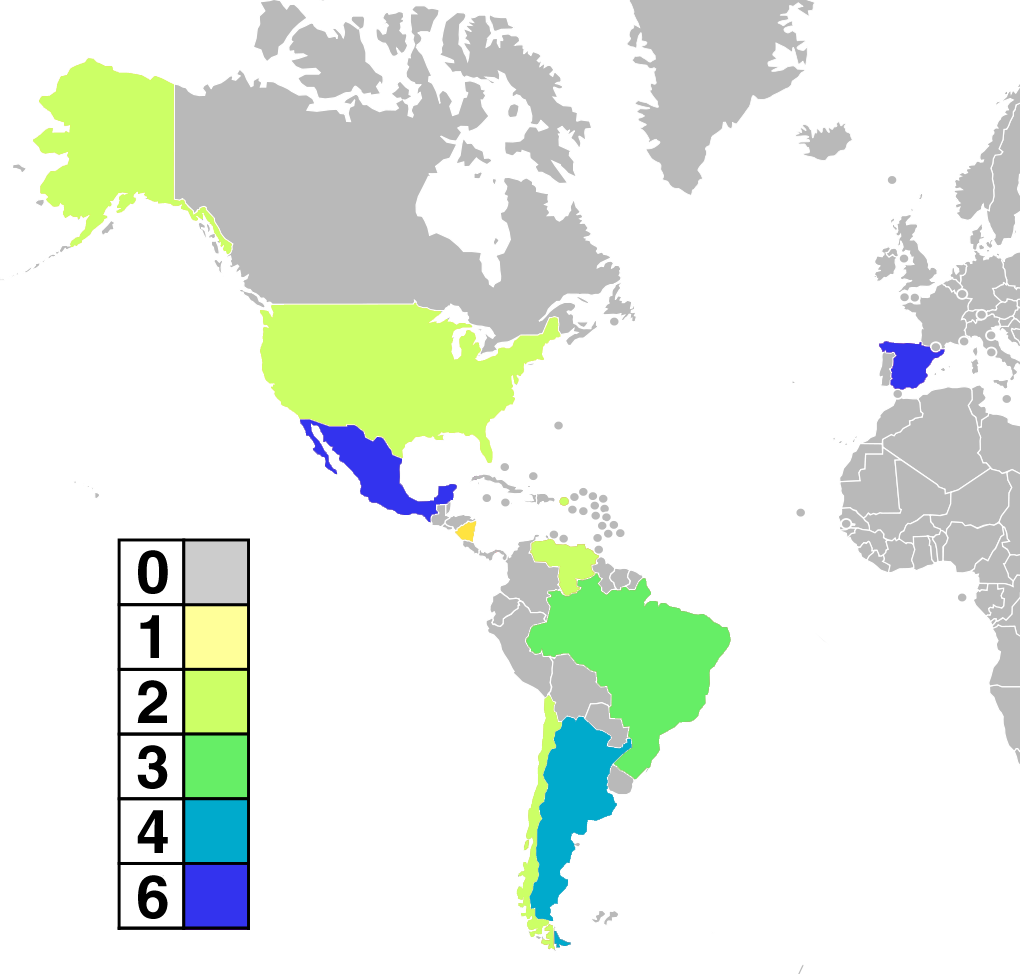
Estos son, el número de países ganadores del Festival OTI de la Canción.

## Estadísticas por país
En la tabla que se detalla a continuación, se muestran todos los países que participaron en el festival y el número de veces que quedaron en un determinado lugar.
Se muestra un total de puntos que corresponde al haber multiplicado por 12 por el número de veces en primer lugar, más 10 por el número de veces en el 2.º, más 8 por el número de veces en el 3.º, más 7 por el 4.°, más 6 por el 5.º, más 5 por el 6.º, más 4 por el 7.º, más 3 por el 8.º, más 2 por el 9.º, más 1 por el número de veces en el 10.º puesto y por haber sido finalista (F) en los festivales de 1991, 1997, 1998 y 2000, en los que hubo una ronda previa de clasificación.
También se recogen el número de veces que un país no se ha clasificado para una final o no ha logrado una posición (NC), el número de veces que ha entrado entre los 10 primeros puestos (T), el número de participaciones (P), y el año del debut.
|     | País                  | 1.º | 2.º | 3.º | 4.º | 5.º | 6.º | 7.º | 8.º | 9.º | 10.º | 11.º | 12.º | 13.º | 14.º | 15.º | 16.º | 17.º | 18.º | 19.º | 20.º | 21.º | 22.º | F | NC | Total | T  | P  | Debut |
| --- | --------------------- | --- | --- | --- | --- | --- | --- | --- | --- | --- | ---- | ---- | ---- | ---- | ---- | ---- | ---- | ---- | ---- | ---- | ---- | ---- | ---- | - | -- | ----- | -- | -- | ----- |
| 1.  | España                | 6   | 5   | 4   | 3   | 2   |     |     |     |     | 1    |      |      |      |      |      |      |      |      |      |      |      |      | 3 | 3  | 191   | 24 | 27 | 1972  |
| 2.  | México                | 6   | 2   | 6   | 1   | 2   | 1   |     | 2   | 1   |      |      |      |      |      |      |      | 1    |      |      |      |      |      | 1 | 5  | 163   | 21 | 27 | 1973  |
| 3.  | Argentina             | 4   | 5   | 2   | 1   |     | 1   |     | 2   | 1   | 1    | 1    |      |      |      |      |      |      |      |      |      |      |      | 2 | 8  | 137   | 19 | 27 | 1972  |
| 4.  | Venezuela             | 2   | 2   | 3   | 2   |     | 1   |     |     | 1   |      |      |      |      | 1    | 1    |      | 1    | 1    |      |      |      |      | 3 | 10 | 102   | 14 | 28 | 1972  |
| 5.  | Chile                 | 2   | 1   | 3   |     | 2   | 1   | 3   | 1   | 1   |      | 2    |      |      | 2    |      |      |      |      |      |      |      |      | 2 | 8  | 94    | 16 | 28 | 1972  |
| 6.  | Estados Unidos        | 2   | 3   | 2   |     | 1   |     |     |     | 1   |      | 1    |      | 1    | 1    |      |      |      |      | 1    |      |      |      | 1 | 11 | 79    | 10 | 26 | 1975  |
| 7.  | Brasil                | 3   | 1   |     | 3   | 1   |     |     | 1   |     | 2    | 1    |      |      |      |      |      | 1    | 1    |      |      |      |      |   | 3  | 78    | 11 | 17 | 1972  |
| 8.  | República Dominicana  |     | 2   | 3   | 1   | 1   | 1   | 2   | 1   |     |      |      |      |      | 2    |      |      |      |      |      |      |      |      | 3 | 10 | 76    | 14 | 26 | 1972  |
| 9.  | Puerto Rico           | 2   | 1   |     | 2   | 2   | 2   |     |     |     |      |      |      |      | 1    | 2    |      |      | 1    |      |      |      |      | 1 | 14 | 71    | 10 | 28 | 1972  |
| 10. | Colombia              |     | 1   | 2   | 1   | 1   |     | 1   |     | 3   |      | 1    |      |      | 1    | 1    | 1    |      |      | 1    |      |      |      |   | 14 | 49    | 9  | 27 | 1972  |
| 11. | Portugal              |     | 1   | 3   |     |     | 1   | 2   |     |     | 1    |      | 1    |      | 2    |      |      |      |      |      |      |      |      | 2 | 9  | 48    | 10 | 22 | 1972  |
| 12. | Nicaragua             | 1   | 1   |     |     |     |     | 1   | 3   |     | 1    |      | 1    |      |      |      |      |      |      | 1    |      |      |      |   | 14 | 36    | 7  | 23 | 1974  |
| 13. | Ecuador               |     | 2   |     |     | 2   |     | 1   |     |     |      |      | 1    |      | 1    | 1    |      | 1    | 1    |      |      | 3    |      |   | 13 | 36    | 5  | 26 | 1974  |
| 14. | Perú                  |     | 1   | 2   | 1   |     | 1   | 1   | 1   | 1   | 1    | 2    | 2    |      |      | 1    |      |      | 1    |      |      |      |      | 2 | 12 | 32    | 9  | 28 | 1972  |
| 15. | Costa Rica            |     | 1   |     | 2   |     |     |     |     |     | 1    |      |      | 2    |      | 1    |      | 1    |      | 1    |      |      |      | 3 | 12 | 21    | 7  | 24 | 1976  |
| 16. | Paraguay              |     | 1   |     | 1   |     |     |     | 1   |     |      |      |      |      |      |      |      | 2    | 1    |      |      |      |      | 1 | 13 | 21    | 4  | 22 | 1978  |
| 17. | Honduras              |     |     |     |     |     |     | 3   | 2   | 1   |      |      |      |      | 1    |      |      | 3    |      |      |      |      |      |   | 16 | 20    | 6  | 25 | 1974  |
| 18. | Panamá                |     | 1   |     |     | 1   |     |     | 1   |     |      | 1    | 1    | 1    | 3    | 1    | 1    | 1    |      |      |      |      |      |   | 16 | 19    | 3  | 28 | 1972  |
| 19. | Uruguay               |     |     |     |     | 1   |     | 1   | 1   | 2   | 1    | 1    | 1    | 1    |      |      |      | 1    |      | 2    |      |      |      | 1 | 13 | 19    | 7  | 26 | 1972  |
| 20. | Guatemala             |     | 1   |     |     |     |     |     | 1   | 1   |      |      | 2    |      | 1    | 1    |      | 1    |      |      |      | 1    |      | 1 | 15 | 16    | 4  | 25 | 1974  |
| 21. | Cuba                  |     |     | 1   |     |     |     |     |     | 1   |      |      |      |      |      |      |      |      |      |      |      |      |      | 3 | 4  | 14    | 6  | 9  | 1991  |
| 22. | Antillas Neerlandesas |     |     |     | 1   |     |     |     |     | 2   | 2    |      |      | 1    | 2    |      | 1    |      |      |      | 1    |      | 1    |   | 9  | 12    | 5  | 19 | 1974  |
| 23. | El Salvador           |     |     |     |     |     | 1   |     |     | 1   |      |      | 1    | 1    | 2    | 1    | 1    |      |      | 1    |      |      |      |   | 16 | 7     | 2  | 26 | 1974  |
| 24. | Bolivia               |     |     |     |     |     | 1   |     |     | 1   |      |      |      |      | 3    |      |      | 1    |      |      | 1    |      | 1    |   | 11 | 7     | 2  | 19 | 1972  |
| 25. | Canadá                |     |     |     |     | 1   |     |     |     |     |      | 1    | 1    | 1    |      |      |      | 1    |      |      | 1    |      |      |   | 6  | 0     | 0  | 6  | 1986  |
| 26. | Aruba                 |     |     |     |     |     |     |     |     |     |      |      |      |      |      |      |      |      |      |      |      |      |      |   | 1  | 0     | 0  | 2  | 1989  |
| 27. | Guinea Ecuatorial     |     |     |     |     |     |     |     |     |     |      |      |      |      |      |      |      |      |      |      |      |      |      |   | 1  | 0     | 0  | 1  | 1992  |